# Carlo Mornati
Carlo Mornati (* 16. März 1972 in Lecco) ist ein ehemaliger italienischer Ruderer, der eine olympische Medaille und acht Weltmeisterschaftsmedaillen gewann.

## Sportliche Karriere
Der 1,87 m große Carlo Mornati gewann bei den U23-Weltmeisterschaften 1992 die Silbermedaille im Vierer ohne Steuermann. Bei den Weltmeisterschaften 1994 in der Erwachsenenklasse ruderte Mornati als Schlagmann im italienischen Vierer ohne Steuermann mit Valter Molea, Riccardo Dei Rossi und Raffaello Leonardo und gewann bei seiner ersten Weltmeisterschaftsteilnahme den Titel vor den Franzosen und den Briten. 1995 in Tampere verteidigten die vier Italiener den Titel vor den Briten und den Polen. Bei den Olympischen Spielen 1996 siegten die Australier vor den Franzosen und den Briten, die vier Italiener belegten den sechsten Platz. 
1998 rückte Lorenzo Carboncini für Leonardo in den Vierer, der bei den Weltmeisterschaften die Bronzemedaille hinter Briten und Franzosen gewann. 1999 in St. Catharines siegten erneut die Briten, die Italiener gewannen hinter den Australiern die Bronzemedaille. Bei den Olympischen Spielen 2000 in Sydney gewannen die vier Italiener die Silbermedaille hinter den Briten aber vor den Australiern. 
2002 rückten Niccolò Mornati und Raffaello Leonardo für Molea und Dei Rossi ins Boot, die neue Besetzung gewann bei den Weltmeisterschaften 2002 die Bronzemedaille hinter den Deutschen und den Briten. Ausgerechnet bei den Weltmeisterschaften 2003 vor heimischem Publikum in Mailand verpasste der italienische Vierer mit dem fünften Platz die Medaillenränge. Bei den Olympischen Spielen 2004 belegte Carlo Mornati mit dem italienischen Achter den siebten Platz. 
Bei den Weltmeisterschaften 2005 und 2006 gewann Carlo Mornati mit dem italienischen Achter die Silbermedaille, 2005 hinter dem US-Achter und 2006 hinter dem Deutschland-Achter. Bei den Weltmeisterschaften 2007 traten Carlo Mornati, Alessio Sartori, Niccolò Mornati und Lorenzo Carboncini wieder im Vierer ohne Steuermann an und gewannen die Silbermedaille hinter dem neuseeländischen Vierer, bei den Olympischen Spielen 2008 erreichte Carlo Mornati im Vierer ohne Steuermann nur den elften Platz.